# 송두율
송두율(宋斗律, 독일어: Song Du-yul, 1944년 10월 12일~)은 한국계 독일인 사회학자, 철학자로, 독일 뮌스터 대학교의 사회학, 철학 교수였다. 본관은 여산(礪山)이다.

## 생애
1944년 10월 12일 일본 도쿄 아라카와구에서 태어났다. 부모는 모두 제주도 출신이다. 아버지 송계범은 일본 도쿄 물리학교를 졸업하고 해방 직전 경성제국대학 물리학부에서 근무하였다. 송계범이 한국 전쟁 이후 전남대학교 물리학과에서 근무했기 때문에, 송두율은 1950년부터 1960년까지 광주에 거주하며 광주 중앙초등학교와 서중학교를 졸업했다. 1960년 서울로 이주해, 경기고등학교 입시에 도전했지만 낙방하고 중동고등학교에 입학했다. 중동고 2학년 때의 담임 선생님은 훗날 고려대학교 사회학과 교수가 된 최재석이었다. 교사 송찬식(후에 국민대 사학과교수)의 권유로 철학을 전공하게 되었다.
1963년 서울대학교 철학과에 입학하였으며, 1965년 한일회담 반대 운동을 하면서 대학 시절 59학번이던 시인 김지하와 알게 된다.
1967년 독일로 유학해 1972년 위르겐 하버마스의 지도로 철학 박사 학위를 취득했다. 1972년 뮌스터 대학교 사회학과 조교수로 채용되어 정치경제학, 사회학방법론, 후진국사회학을 강의했으며, 뮌스터에서 정정희와 결혼하여 준과 린 두 아들을 낳았다. 1973년 북한을 처음으로 방문했고, 북한 노동당에 가입하였다. 그는 이후 총 18회 북한을 방문하였다. 독일에서 대한민국 학술원을 운영하며 북한에서 지원금을 받았다. 1974년 '민주사회건설협의회'를 조직하여 의장을 맡았으며, 본에서 벌어진 유신 독재 반대 시위에 적극 참가하였다. 1977년 베를린 자유대학으로 옮겨 활동하였다.
1981년 공산주의에 대해 내재적 방법으로 비판적인 분석을 한 논문 '소련과 중국'을 발표하였고, 1982년 1월 사회학 교수자격 논문을 마무리하여 교수자격을 받았다. 1988년과 1989년에는 미국 롱아일랜드대학 철학과 초빙교수로 재직하였다. 1991년에는 북한 사회과학원 초청으로 김일성 종합대학에서 강의하였으며 김일성과 대면하였다. 1994년부터 베를린 훔볼트 대학 교수로 채용되었다. 1997년에 독일 시민권을 취득하였으며, 김일성의 장례식에 참여하기 위하여 북한을 방문하였다.
2003년 대한민국에 귀국했으나, 검찰이 구속영장을 신청했다. 서울지방법원 최완주 부장판사는 2003년 10월 22일 "범죄사실이 소명되나 피의자가 혐의를 부인해 증거인멸 우려가 있고 높은 처단형이 예상돼 도주 우려가 있다"는 이유로 구속영장을 발부했다. 조선로동당 정치국 후보위원 김철수라는 혐의(국가보안법 위반)를 받아 기소되었다. 1심 재판부(서울중앙지법, 재판장 이대경 부장판사)는 7년의 징역형을 선고하였다. 그는 심문 과정에서 '김일성 주석은 살아온 과정 등을 볼 때 존경받을 만한 가치가 있으며 나도 존경한다'고 진술하였다. 2004년 7월 21일 2심 재판부(서울고법, 재판장 김용균 부장판사)는 기소된 사건 내용중 방북 사실을 제외한 간첩 혐의 등 대부분을 무죄로 판정하여 징역 3년에 집행유예 5년을 선고했다. 그날로 송 교수는 구속 9개월 만에 석방됐고, 2004년 8월 초에 부인과 함께 독일로 출국했다.
2004년 7월 항소심에서 집행유예로 풀려난 송두율은 "2003년 10월 24일 ~ 11월 6일 서울구치소에 수감돼 있는 동안 포승줄과 수갑에 묶인 채 검찰 조사실에서 조사를 받는 등 부당한 계구 사용으로 정신적 피해를 입는 등의 인권을 침해당했다"며 국가를 상대로 낸 손해배상 청구소송을 제기했다. 서울중앙지법 민사12단독 최지수 판사는 2005년 1월 7일 "당시 정황상 송두율이 도주하거나 폭행할 우려가 없었는데도 계구를 사용한 것은 인권 침해의 소지가 있다 국가는 수사기관의 불법행위에 대해 배상할 책임이 있다 무죄추정의 원칙에 따라 피의자의 방어권을 충분히 보장하기 위해 계구 사용은 합리적이고 정당한 이유가 있을 때에 한해 최소범위에서 허용돼야 한다 무리한 계구 사용은 피의자의 심리를 위축시켜 실체적 진실의 발견을 가로막을 수 있다"는 이유로 "국가는 송두율에게 100만 원을 지급하라"며 원고 일부승소 판결했다.
서울중앙지법 민사 88단독 김래니 판사는 조사과정의 변호인 입회를 불허한 검사와 국가를 상대로 낸 손해배상 청구소송에서 "구속상태에 처한 피의자에게 변호인과의 접견·교통권은 인권보장과 방어준비를 위해 필수불가결한 권리이다"라고 하면서“국가는 500만 원, 관련 검사 4명은 각각 100만 원씩 모두 900만 원을 지급하라”며 원고 일부승소 판결을 내렸다 송두율 측 변호인단은 2003년 10월 송두율이 구속수감된 이후 검찰이 보안을 이유로 변호인 입회를 허용하지 않자 "입회불허 결정을 취소하라"는 준항고를 냈으며 법원은 이를 받아들여 변호인 입회불허 취소를 결정했다.
2008년 4월 17일 상고심(2004도4899)에서 외국인이 외국에 거주하다가 북한에 간 것은 국가보안법의 적용 대상이 아니라는 취지로 일부 파기환송 판결을 받았다. 2008년 8월 24일 서울고법은 확정 판결을 내렸다.
2009년 여름 학기를 끝으로 뮌스터 대학교에서 퇴임했다.

## 사회 운동
1960년대 독일 유학 중 박정희 정권이 시도한 유신 체제 개헌 반대 운동을 주도하여, 반체제 인사로 낙인찍혔다. 이후 독일에 머물며, 남한과 북한 사회에 대한 연구를 계속하며 일련의 저서를 썼다. 그 안에 북한 사회를 이해하는 방법으로 내재적 접근론을 내세우며 대한민국 민주화 운동과 통일운동에 큰 영향을 미쳤다.
1995년부터 베이징에서 남북의 학자들이 만나 학술적인 교류를 갖는 남한/북한 학술 회의를 주도했다.

## 수상
- 2004년: 안중근평화상

## 저서 및 논문

### 논문
- 1972년 철학 박사 학위 논문 〈Aufklärung und Emanzipation : Die Bedeutung der asiatischen Welt bei Hegel, Marx und M. Weber〉, Berlin:X-Press, 1987 : 논문의 지도교수는 위르겐 하버마스이다.

### 저서
- 계몽과 해방-헤겔과 마르크스와 베버의 동양세계관/ 한길사, - 1988 (236쪽)-원문을 번역하고 ‘1985년 추고’를 덧붙임
- 계몽과 해방, 당대, 1996 (264쪽) : 위 번역본에다 2편의 논문을 덧붙인 개정증보판으로 한국어판 ‘정본’
- 1980, (송두율 편) Wachstum, Diktatur und Ideologie in Korea (대한민국 내 성장, 독재 그리고 이데올로기)
- 1982, 사회학 ‘교수 자격(venia legendi)’ 획득: 교수 자격 논문(Habilitation-Schrift), 1981년 제출 - Sowjetunion und China : Egalisierung und Differenzierung im Sozialismus (소련과 중국-사회주의내에서 평등화와 차등화), Frankfurt am Main:Campus, 1984
- 윤도현, 이성백 옮김, 소련과 중국-사회주의 사회에서의 노동자·농민·지식인/ 한길사, 1990 (302쪽)
- 1990, Metamorphosen der Moderne : Betrachtungen eines Grenzgängers Asien und Europa (근대의 변형-아시아와 유럽사이에서 한 경계인의 고찰), Münster:Wulf-Verlag
- 1990, 현대와 사상-사회주의·(탈)현대·민족/ 한길사 (324쪽)
- 1991, 전환기의 세계와 민족지성/ 한길사 (228쪽)
- 1995, Korea-Kaleidoskop : Aktuelle Kontexte zur Wiedervereingung (한국이라는 거울 : 통일에 관한 현실적 맥락), Osnabrück
- 1995, 역사는 끝났는가/ 당대 (378쪽): 현대와 사상”에서 5편, “전환기의 세계와 민족지성”에서 3편을 재수록
- 1995, 통일의 논리를 찾아서/ 한겨레신문사
- 1998, 21세기와의 대화/ 한겨레신문사 (271쪽)
- 2000, 민족은 사라지지 않는다/ 한겨레신문사 (309쪽): “통일의 논리를 찾아서”의 개정판 준비하려다가 새 책 집필
- (송두율 편) Südkorea : Kein Land für friedliche Spiele (남한 : 평화로운 놀이가 없는 땅 )
- 2002, Schattierungen der Moderne : Ost-West-Dialoge in Philosophie, Soziologie und Politik (현대의 명암 : 철학, 사회학 그리고 정치학에서 동-서 대화),
- 2002, 경계인의 사색/ 한겨레신문사 (295쪽) - 위 독일어 저서에서 5편의 글을 뽑아 이 책의 ‘4부’에 실었다.
- 2007, 미완의 귀향과 그 이후/ 후마니타스
- (출간예정) Konstitution der Moderne (현대성의 구성)
- 2012, 境界人の眼から見たカントの世界市民主義 in: カント研究会 編、石川求・寺田俊郎 編著, 世界市民の哲学* (現代カント研究12), 晃洋書房(京都), pp. 137-163
- 2012. Korea - von der Kolonie zum geteilten Land (코리아-식민지에서 분단국으로), Wien (Rainer Wernig 공저)
- 2017, 불타는 얼음. 경계인 송두율의 자전적 에세이/ 후마니타스 (396쪽)